# (31978) Jeremyphilip
(31978) Jeremyphilip est un astéroïde de la ceinture principale.

## Description
(31978) Jeremyphilip est un astéroïde de la ceinture principale. Il fut découvert le 28 avril 2000 à Socorro (Nouveau-Mexique) par le projet LINEAR. Il présente une orbite caractérisée par un demi-grand axe de 2,37 UA, une excentricité de 0,18 et une inclinaison de 2,0° par rapport à l'écliptique.

## Compléments